# 마리 폰 에브너 에셴바흐
마리 폰 에브너 에셴바흐(Marie von Ebner-Eschenbach, 1830년 9월 13일 ~ 1916년 3월 12일)는 오스트리아의 작가이다. 오스트리아 여류작가로 알려져 있다.
귀족의 딸로 메렌주(州)에서 출생하였다. 귀족 출신 사촌 오빠와 결혼하여, 빈에서 행복한 생활을 보내며 젊어서부터 문학에 뜻을 두었다. 초기의 극작은 실패로 끝나지만 45세 때에 발표한 <소설집>이 있고, 이후 고향의 ‘선인(善人)’ ‘약한 사람’ ‘가난한 사람’인 농민·소시민들에게 따뜻한 동정과 공감을 표시하며, 세기말의 불안정한 사회에 사는 귀족에게는 동정과 동시에 거리낌없는 비판을 가한 소설 중에 뛰어난 작품이 많다.